# Tadeusz Dziekan
Tadeusz Dziekan (ur. 10 listopada 1925 w Książnie, zm. 4 listopada 1984 w Warszawie) – polski wojskowy, generał brygady ludowego Wojska Polskiego, działacz PZPR.

## Życiorys
Syn Stefana, uczestnika walk pod Miłosławiem w Powstaniu Wielkopolskim, z zawodu rolnika (zm. 1956), i Weroniki z d. Szymczak (zm. 1982) Miał czworo rodzeństwa: trzech braci i siostrę. W latach 1931–1937 uczęszczał do Szkoły Podstawowej w Miłosławiu, po czym rozpoczął naukę w Gimnazjum im. Henryka Sienkiewicza we Wrześni. W maju 1940 wraz z całą rodziną wysiedlony. Wywieziony na przymusowe roboty i zatrudniony jako robotnik rolny w przedsiębiorstwie H. Kienkera w Brockhagen w Westfalii. Po wkroczeniu wojsk alianckich do obozu wysiedleńców w Ausdorfie koło Detmold wrócił pierwszym transportem do kraju.
4 maja 1946 powołany w Gnieźnie do służby w Ludowym Wojsku Polskim. Początkowo służył w 10 oddziale WOP, skąd skierowano go do szkoły podoficerskiej 4 oddziału WOP. W lipcu 1946 ochotniczo wstąpił do Oficerskiej Szkoły Polityczno-Wychowawczej w Łodzi. W latach 1946–1947 kontynuował tam naukę w Gimnazjum Ogólnokształcącym przerwaną we wrześniu 1939. Od października 1946 do stycznia 1947 brał udział w walkach z oddziałami podziemia niepodległościowego w powiecie olkuskim i wadowickim.
Po ukończeniu szkoły oficerskiej z ocenami bardzo dobrymi skierowany w maju 1947 na kurs lektorski przy Wyższej Szkole Oficerów Polityczno-Wychowawczych w Rembertowie. W listopadzie przyjęty do PPR. W grudniu ukończył kurs lektorski i awansowany na podporucznika.
Służbę oficerską rozpoczął w styczniu 1948 jako wykładowca Wydziału Polityczno-Wychowawczego Oficerskiej Szkoły Marynarki Wojennej w Gdyni, gdzie w lipcu 1948 został porucznikiem. W latach 1948–1950 pełnił społecznie funkcję sekretarza Podstawowej Organizacji Partyjnej (POP) PZPR w garnizonie Gdynia. 28 grudnia 1951 mianowany kapitanem.
W 1954 ukończył z oceną bardzo dobrą Wieczorowy Uniwersytet Marksizmu-Leninizmu (WUML). Był wykładowcą w Państwowej Szkole Morskiej oraz Państwowej Szkole Rybołówstwa Morskiego w Gdyni.
We wrześniu 1951 wyznaczony na starszego wykładowcę Katedry Wyszkolenia Politycznego i Wykształcenia Ogólnego OSMW. W okresach letnich kierował praktyką morską podchorążych na ORP „Iskra” i ORP „Zetempowiec” oraz okrętach bojowych Marynarki Wojennej. W latach 1955–1959 pełnił kolejno funkcje starszego wykładowcy i kierownika cyklu podstaw marksizmu-leninizmu Katedry Nauk Politycznych Wyższej Szkoły Marynarki Wojennej im. Bohaterów Westerplatte, szefa Katedry Nauk Społecznych WSMW. W listopadzie 1955 awansowany na komandora podporucznika. Podjął też dalszą naukę w Liceum Ogólnokształcącym dla Pracujących w Gdyni i w maju 1957 uzyskał tam maturę. Następnie rozpoczął studia na Wydziale Humanistycznym Uniwersytetu Mikołaja Kopernika w Toruniu (ukończył je w czerwcu 1962 i został magistrem historii).
W latach 1958–1960 był członkiem Komitetu Partyjnego Marynarki Wojennej oraz zespołu lektorskiego Komitetu Wojewódzkiego PZPR w Gdańsku. W 1959 pełnił obowiązki zastępcy komendanta WSMW ds. politycznych. W tym czasie awansowany na komandora porucznika.
W styczniu 1960 został szefem Oddziału II Propagandy Zarządu Politycznego Pomorskiego Okręgu Wojskowego. W rok później awansuje na stopień pułkownika. W latach 1962–1964 był członkiem Komitetu Partyjnego POW. W marcu 1964 objął stanowisko zastępcy szefa Zarządu Politycznego POW. Brał udział w pracach Towarzystwa Ziem Zachodnich.
W końcu lipca 1967 objął stanowisko szefa Katedry Pracy Partyjno-Politycznej Wydziału Pedagogiczno-Politycznego Wojskowej Akademii Politycznej im. Feliksa Dzierżyńskiego w Warszawie. Następnie pełnił kolejno funkcje: zastępcy komendanta WAP ds. politycznych, szefa Wydziału Politycznego WAP (łącząc je z funkcją szefa Katedry Pracy Partyjno-Politycznej), zastępcy komendanta ds. politycznych i szefa Wydziału Politycznego WAP. W latach 1970–1972 był członkiem Komitetu Dzielnicowego PZPR Warszawa-Ochota.
Od lipca 1972 zastępca dowódcy Pomorskiego Okręgu Wojskowego ds. politycznych i szef Zarządu Politycznego POW. W latach 1973–1976 był także członkiem Komitetu Wojewódzkiego PZPR w Bydgoszczy. Jesienią 1973, na wniosek ministra obrony narodowej gen. Wojciecha Jaruzelskiego Rada Państwa mianowała T. Dziekana generałem brygady.
W 1974 uczęszczał na kurs operacyjno-strategiczny Akademii Sztabu Generalnego Sił Zbrojnych ZSRR im. K. Woroszyłowa. W styczniu 1976 powołany na stanowisko zastępcy szefa Głównego Zarządu Politycznego WP do spraw Szkolnictwa Wojskowego. Pod jego kierownictwem wdrożono w Siłach Zbrojnych PRL nową organizację kształcenia kadr zawodowych i rezerw aparatu partyjno-politycznego oraz wypracowano nowy system szkolenia ideowo-politycznego dla studiów przemiennych.
Od 1977 był członkiem Prezydium Zarządu Głównego Towarzystwa Przyjaźni Polsko-Radzieckiej, a od 1983 członkiem Zarządu Głównego Towarzystwa Przyjaźni Polsko-Radzieckiej. W latach 1977–1981 był członkiem Egzekutywy Komitetu Partyjnego Instytucji Centralnych MON oraz delegatem na VIII Zjazd PZPR (1980).
Na V Plenum KC PZPR (1981) został powołany na kierownika Wydziału Kadr KC PZPR i urlopowany z zawodowej służby wojskowej na okres pełnienia tej funkcji. Przy Jego bezpośrednim udziale zostały wypracowane i przyjęte na XIII Plenum KC PZPR programowe dokumenty określające nowe założenia polityki kadrowej w partii.
Pochowany w dniu 15 listopada 1984 roku na Cmentarzu Wojskowym na Powązkach w Warszawie (kwatera B4-7-4). W pogrzebie obok najbliższej rodziny wzięli udział: I sekretarz KC PZPR, prezes Rady Ministrów PRL, gen. armii Wojciech Jaruzelski, członkowie i zastępcy członków Biura Politycznego KC PZPR oraz Sekretariatu KC PZPR: Kazimierz Barcikowski, Józef Czyrek, Stanisław Kałkus, Hieronim Kubiak, Mirosław Milewski, Stanisław Opałko, Tadeusz Porębski, Stanisław Bejger, Jan Główczyk, Włodzimierz Mokrzyszczak, Marian Orzechowski, Waldemar Świrgoń, przewodniczący Centralnej Komisji Rewizyjnej PZPR Kazimierz Morawski oraz b. I sekretarz KC PZPR Stanisław Kania. Obecni byli przedstawiciele Rady Państwa i Rady Ministrów oraz terenowych instancji partyjnych, członkowie kierownictwa Ministerstwa Obrony Narodowej, generalicja i admiralicja, przedstawiciele Instytucji Centralnych MON, okręgów wojskowych i rodzajów Sił Zbrojnych PRL, delegacje akademii i wyższych uczelni wojskowych z całego kraju, przedstawiciele zakładów pracy oraz liczne rzesze zgromadzonej ludności stolicy i przyjaciół. Kondukt żałobny poprzedzała asysta Kompanii Reprezentacyjnej WP oraz sztandary Wojska Polskiego, Komitetu Centralnego PZPR, Komitetu Warszawskiego PZPR, Komitetu Zakładowego PZPR Kombinatu Włókien Chemicznych „Chemitex-Wistom” w Tomaszowie Mazowieckim (gen. Dziekan należał do Podstawowej Organizacji Partyjnej w tym zakładzie).
W imieniu kierownictwa PZPR żegnał generała brygady Tadeusza Stanisława Dziekana zastępca członka Biura Politycznego KC PZPR, sekretarz KC PZPR – Włodzimierz Mokrzyszczak, a w imieniu kierownictwa MON – I zastępca Szefa GZP WP, gen. dyw. Tadeusz Szaciło.
Odznaczony m.in. Orderem Sztandaru Pracy I (1983) i II klasy (1973), Krzyżem Oficerskim (1968) i Kawalerskim (1964) Orderu Odrodzenia Polski, Brązowym Medalem Zasłużonym na Polu Chwały (1970), Złotym Medalem Siły Zbrojne w Służbie Ojczyzny (1968), Złotym Medalem „Za zasługi dla obronności kraju”, Złotą odznaką honorową "Za Zasługi dla Warszawy" (1977), Złotym odznaczeniem im. Janka Krasickiego (1973) i wieloma innymi odznaczeniami polskimi i zagranicznymi.

## Życie prywatne
Mieszkał w Warszawie. Od kwietnia 1951 żonaty ze Stanisławą Haliną z d. Przylipiak, z zawodu dziennikarką (1927-2008), z którą miał dwoje dzieci.